# Nes (Suðuroy)
Nes [neːs] és un nucli de població sutuat al sud de l'illa de Suðuroy, a les illes Fèroe. Forma part del municipi de Vágur. L'any 2006 tenia 35 habitants.
Nes està situat a la riba nord del Vágsfjørður, a l'est de l'illa de Suðuroy. Es troba a mig camí de les localitats de Porkeri (al nord) i Vágur (seguint la costa del fiord cap a l'oest).

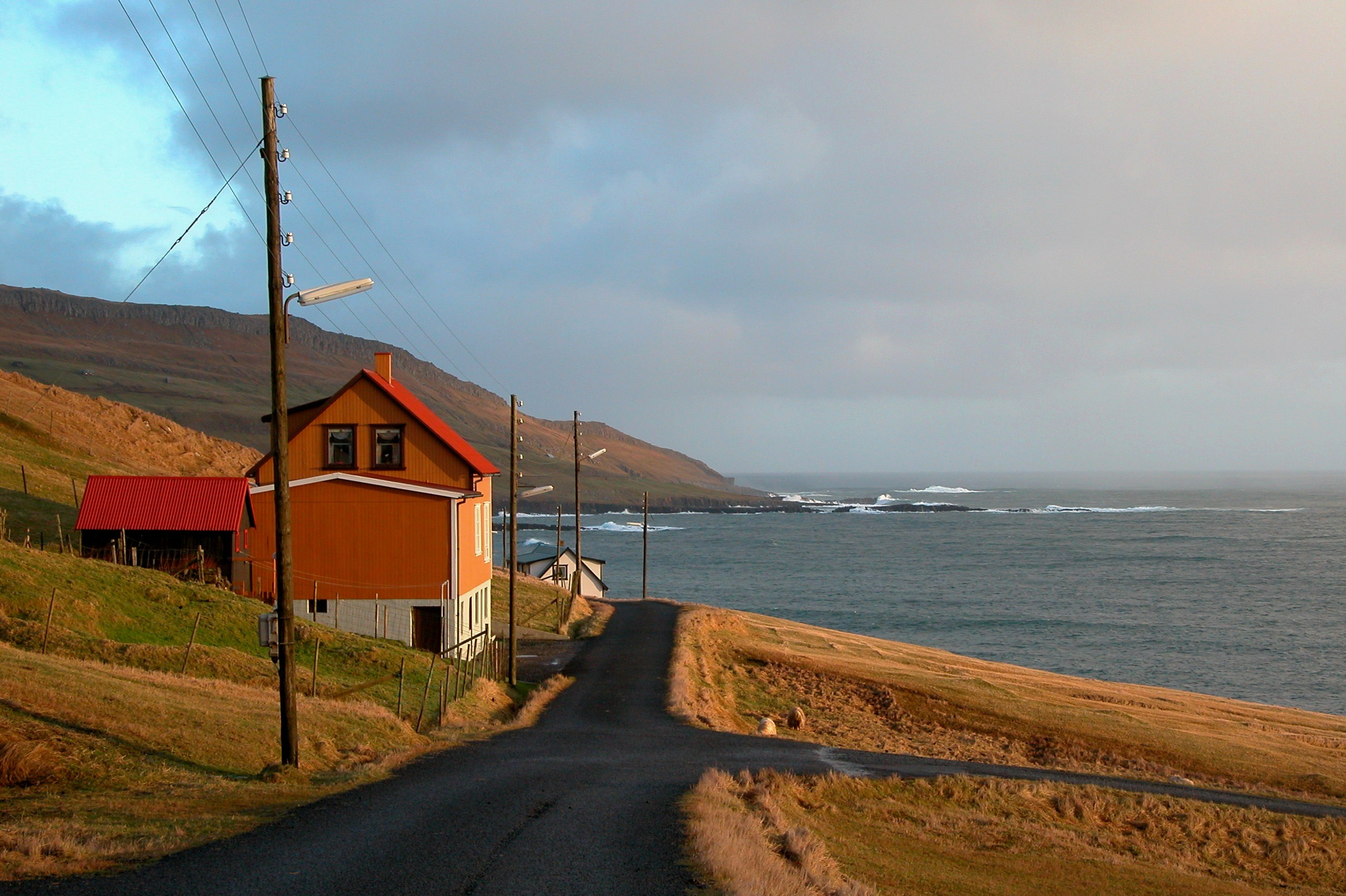
Nes.

Una llegenda explica que al segle xv una disputa sobre uns límits de terra es va resoldre amb un partit de lluita lliure. L'assentament a Nes no s'esmenta en cap font medieval. Al llibre de la terra de 1584 parla de l'existència de tres cases al lloc, tot i que Nes no apareixerà ja en cap llibre de la terra anterior al 1705. La localitat es considera estadísticament i administrativament de la parròquia i municipi de Vágur, després de la seva segregació del municipi de Porkeri el 1928.